# Venedig (provins)
Venedig (venetianska: Provincia de Venessia var en provins i regionen Veneto i Italien. Venedig var huvudort och största stad i provinsen. Provinsen bildades 1815 efter Wienkongressen när området blev del av Kungariket Lombardiet-Venetien som 1866 tillföll Kungariket Italien i Pragfreden. 

## Administration
Provinsen Venedig var indelad i 44 comuni, (kommuner) när den upphörde 2015.

## Världsarv i provinsen
- Venedig och dess lagun världsarv sedan 1987.

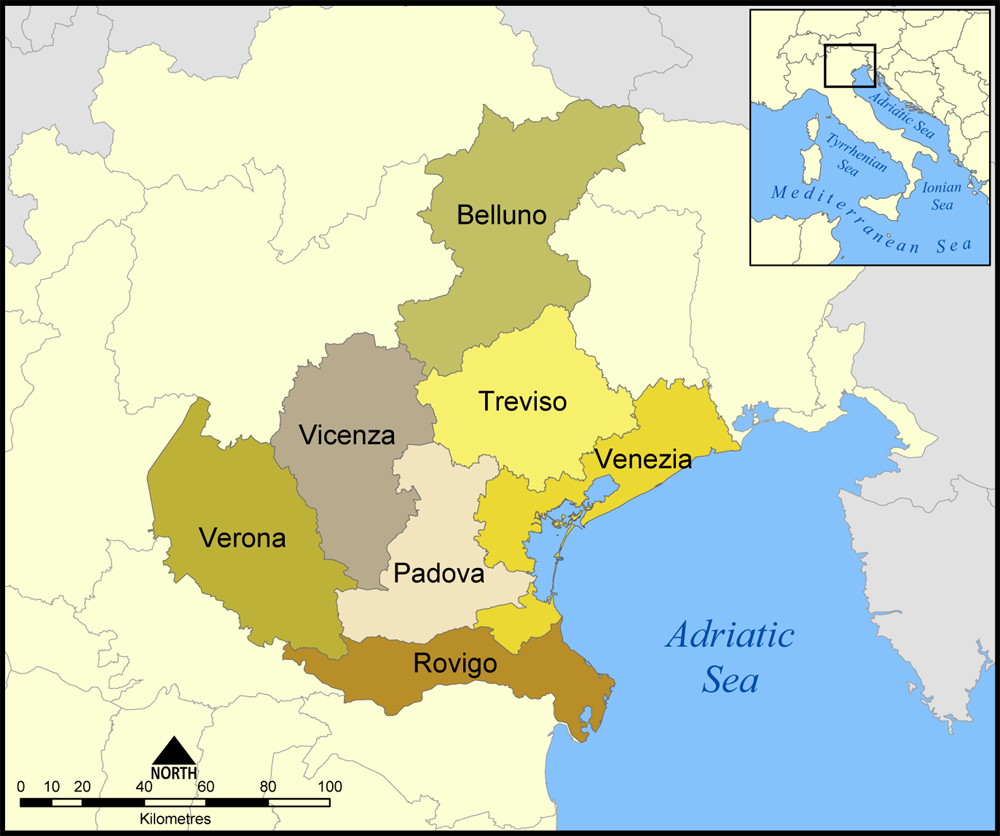
Karta över provinsen.